# Аулла

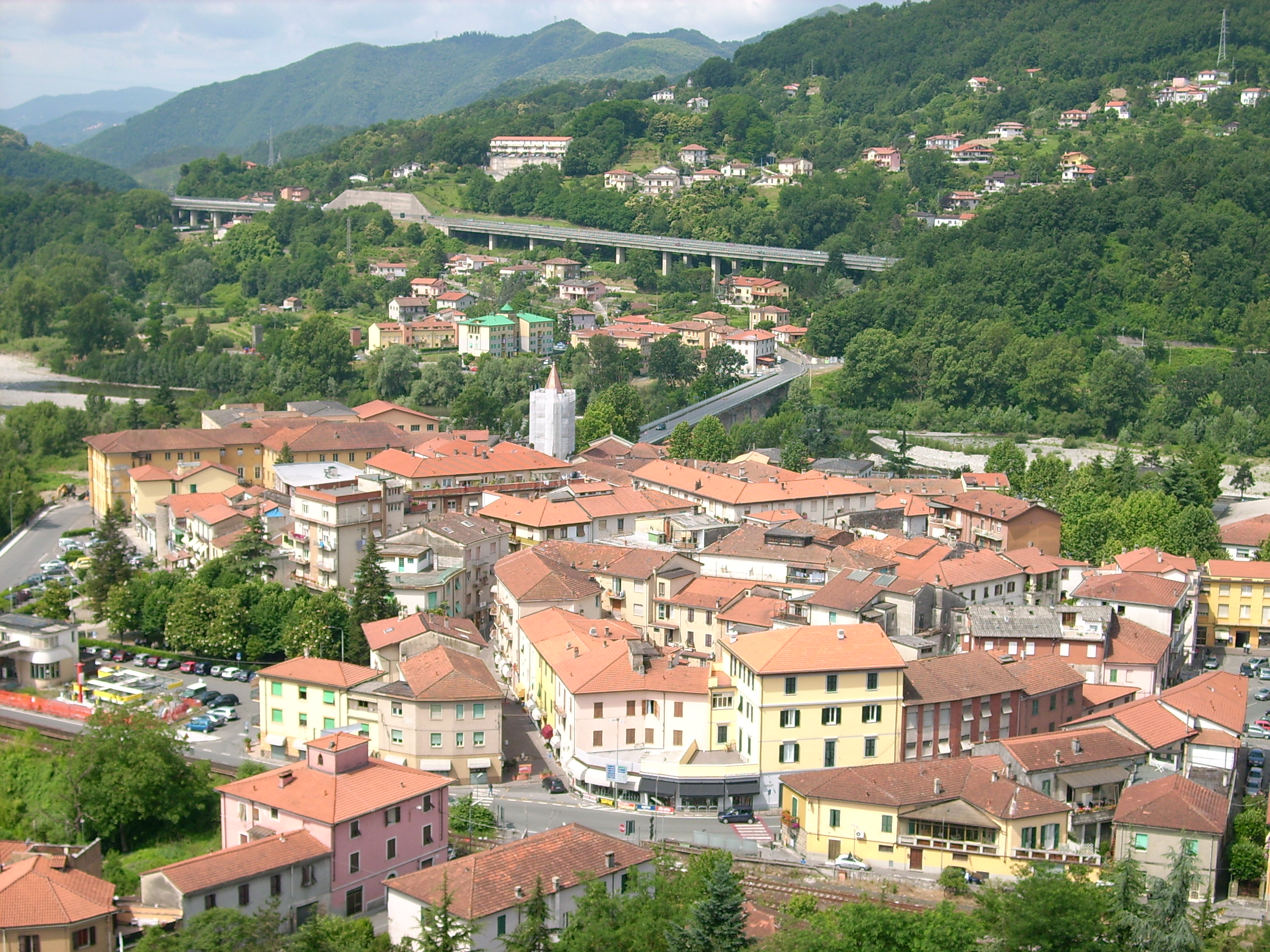

Аулла (італ. Aulla) — муніципалітет в Італії, у регіоні Тоскана, провінція Масса-Каррара.
Аулла розташована на відстані близько 330 км на північний захід від Рима, 115 км на північний захід від Флоренції, 25 км на північний захід від Масси.
Населення — 11 315 осіб (2014).
Покровитель — San Caprasio.

## Демографія
Населення за роками:

Станом на 1 січня 2023 року в муніципалітеті офіційно проживало 1067 іноземців з 66 країн, серед них 280 громадян країн Євросоюзу та 26 громадян України.

## Сусідні муніципалітети
- Болано
- Фівіццано
- Фоздіново
- Ліччана-Нарді
- Поденцана
- Санто-Стефано-ді-Магра
- Сарцана
- Веццано-Лігуре